# Nonio Marcelo
Nonio Marcelo (Nonius Marcellus en latín), fue un gramático y lexicógrafo africano que vivió en el siglo IV d. C. bajo el emperador Constantino.
Poco se conoce sobre él, salvo que nació en la Numidia, cerca de Madaura, en la ciudad de Thubursicum, que entre los siglos III y IV era un obispado cristiano; era estudioso de Aristóteles, ya que se nombra a sí mismo peripatético. Ha dejado una extensa obra lexicográfica en dieciocho libros, dedicada a su hijo, «Nonii Marcelli Peripatetici Tuburticensis de Compaendiosa Doctrini per Litteras ad Filium», llamada en algunas copias De compendiosa doctrina. Los doce primeros tratan sobre lengua y gramática, los otros sobre temas especiales (como: navegación, vestido, alimento, armas): 
- I. De Proprietate Sermonum, glosario de nombres obsoletos;
- II. De Honestis et Nove Veterum Dictis, vocablos de autores latinos en orden alfabético;
- III. De Indiscretis Generibus, vocablos en orden alfabético usados con variantes según los autores;
- IV. De vera Significatione Verborum, palabras de doble significado, también en orden alfabético;
- V. De Differentiis Verborum, sinónimos;
- VI. De Impropriis, palabras usadas en sentido figurado;
- VII. De Contrariis Generibus Verborum, colección de verbos;
- VIII. De Mutata Declinatione, colección de sustantivos;
- IX. De Generibus et Casibus, colección de pasajes;
- X. De Mutatis Conjugationibus, colección de verbos conjugados de formas diferentes;
- XI. De Indiscretis Adverbüs, colección de adverbios;
- XII. De Doctorum Indagine, suplemento a los anteriores y noticias curiosas;
- XIII a XVIII, tecnicismos (De Genere Navigiorum, De Genere Vestimentorum, De Genere Vasorum vel Poculorium, De Genere vel Colore Vestimentorum, De Genere Ciborum vel Pomorum, De Genere Armorum, y De Propinquitate).

La obra es una compilación de comentarios sobre autores que no conocía sino de segunda mano, así como de diccionarios y gramáticas anteriores. Nonio está en particular deuda con Verrio Flaco y Aulo Gelio. La parte lexicográfica consta de 479 lemas en orden alfabético y 1468 acepciones de vocablos. Su mayor mérito es haber conservado para la posteridad numerosos fragmentos de escritores que hoy se han perdido, por ejemplo el Tratado de la lengua latina de Varrón y su obra poética, entre otros. Los autores más citados son Virgilio, Cicerón, Lucilio, Varrón, Plauto, Terencio, dramaturgos y mimógrafos del siglo II, Salustio y Lucrecio.
La obra fue muy utilizada por los gramáticos Prisciano y Fabio Planciades Fulgencio; en el siglo V, un cierto Julius Tryphonianus Sabinus hizo una edición revisada y anotada.